# Jean-Guihen Queyras

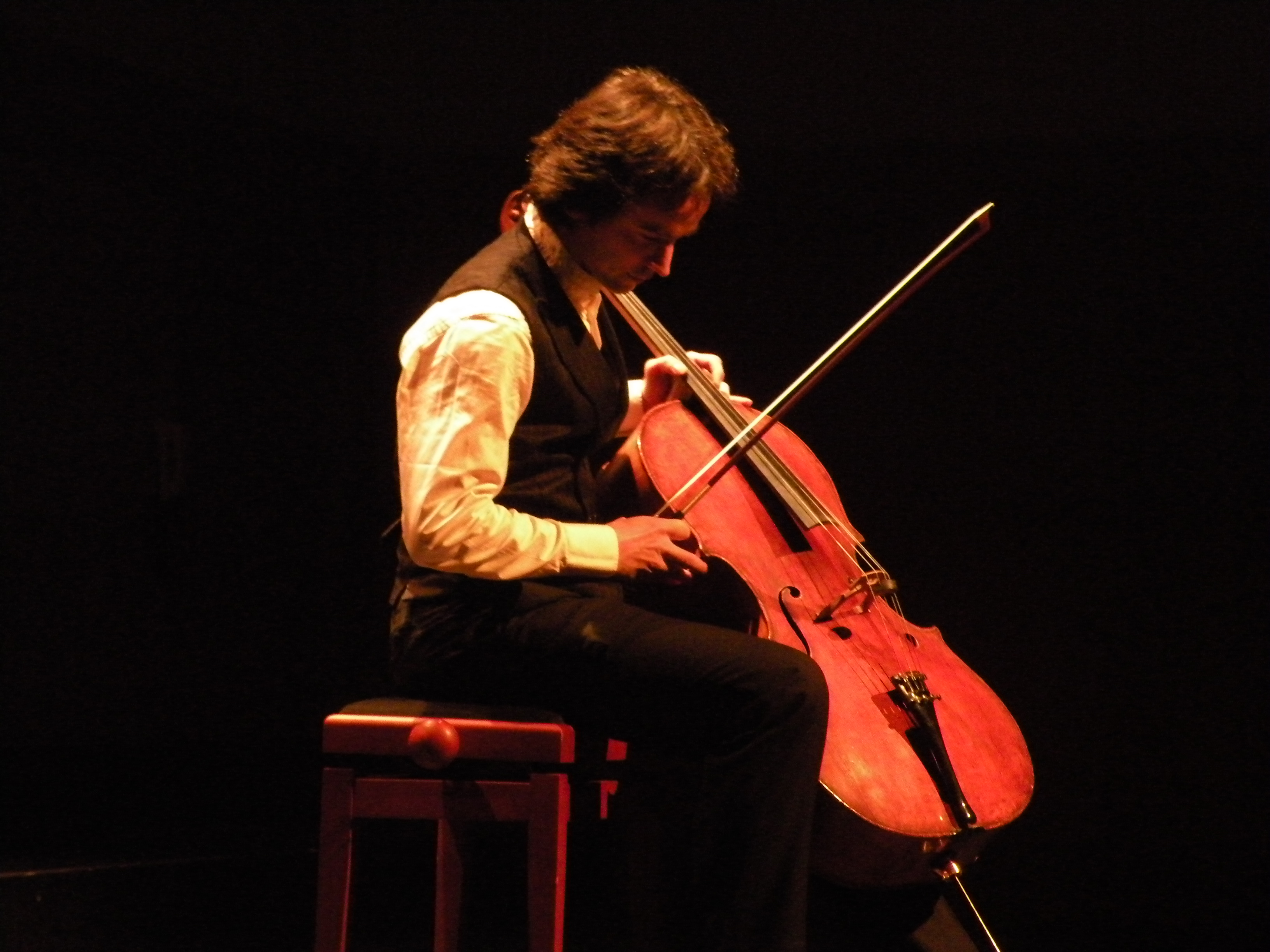
Jean-Guihen Queyras en 2009.

Jean-Guihen Queyras (Montreal, Canadá, el 11 de marzo de 1967) es un violonchelista francés, nacido en Canadá.
A los 5 años se mudó con su familia a Argelia y tres años más tarde a Francia. Es profesor en la Musikhochschule de Stuttgart y codirector artístico de los Rencontres Musicales de Alta Provenza en Forcalquier. Durante un tiempo fue violonchelo solista del Ensemble Intercontemporain dirigido por entonces por Pierre Boulez, quien lo convirtió en su protegido. Ganó el premio Glenn Gould Protégé de Toronto en 2002.
Ha grabado recientemente para el sello Harmonia Mundi los conciertos de violonchelo de Haydn y Georg Monn con un instrumento de época junto a la Orquesta Barroca de Friburgo. Su amplio repertorio también incorpora composiciones más recientes (que interpreta internacionalmente): dio el estreno mundial del concierto de chelo de Ivan Fedele con Leonard Slatkin y la Orquesta Nacional de Francia, el concierto de Gilbert Amy con la Orquesta Sinfónica de Tokio y, en septiembre de 2005, el estreno del concierto de Bruno Mantovani con la Orquesta Sinfónica de Radio Saarbrücken y Ojos de viento de Phillippe Schoeller con la Orquesta Sinfónica de la SWR en Baden-Baden y Friburgo.
Queyras fundó en 2002 el Arcanto Quartet, con Antje Weithaas (violín), Daniel Sepec (violín) y Tabea Zimmermann (viola). 
Desde noviembre de 2005 toca un violonchelo obra de Gioffredo Cappa, de 1696.